# Lewis Morris (États-Unis)
Pour les articles homonymes, voir Lewis Morris (homonymie) et Morris.
Lewis Morris, né le 8 avril 1726 à New York et mort le 22 janvier 1798 dans la même ville, était un propriétaire terrien américain et l'un des signataires de la déclaration d'indépendance des États-Unis.